# رولد دال
رولد دال (انگلیسی:Roald Dahl؛ زاده ۱۳ سپتامبر ۱۹۱۶ – درگذشته ۲۳ نوامبر ۱۹۹۰)، داستان نویس و فیلم‌نامه‌نویس اهل ولز بریتانیا و از مشهورترین نویسنده‌های انگلیسی، که والدینش نروژی‌ الاصل بودند و اوج شکوفایی او به‌عنوان نویسنده برای کودکان و بزرگسالان در دهه ۱۹۴۰ بود.
مهم‌ترین آثار او غول بزرگ مهربان، چارلی و کارخانه شکلات سازی، جیمز و هلوی غول پیکر، ماتیلدا ، قافیه‌های شورشی و داستان‌های چشم‌نداشتنی و جادوگر ها است. بیشتر آثار او به فیلم درآمده‌است.

## اوايل زندگی
روالد دال در سال 1916 در ویلا ماری، جاده فیرواتر، در لانداف، کاردیف، ولز، از نروژی هارالد دال (1863-1920) و سوفی ماگدالن دال (با نام خانوادگی هسلبرگ) (1885-1967) به دنیا آمد. پدر دال، دلال کشتی ثروتمند و مردی خودساخته، از سارپسبورگ در نروژ به بریتانیا مهاجرت کرده بود و در دهه 1880 با همسر اولش، ماری بورین گرسر، زن فرانسوی، در کاردیف اقامت گزید. آنها قبل از مرگ او در سال 1907 دارای دو فرزند (الن مارگریت و لوئیس) بودند. مادر رولد دال به یک خانواده تثبیت شده نروژی متشکل از وکلا، کشیشان در کلیسای دولتی و بازرگانان ثروتمند و صاحبان املاک تعلق داشت و زمانی که در سال 1911 با پدرش ازدواج کرد به بریتانیا مهاجرت کرد. دال به افتخار رولد آموندسن کاشف قطبی نروژی نامگذاری شد. زبان اول او نروژی بود که در خانه با والدینش و خواهرانش آستری، آلفیلد و الس صحبت می‌کرد. کودکان در کلیسای دولتی لوتری نروژ، کلیسای نروژ بزرگ شدند و در کلیسای نروژی کاردیف غسل تعمید گرفتند. مادربزرگ مادری او الن والاس، نوه گئورگ والاس، عضو پارلمان و از نوادگان یک مهاجر اسکاتلندی در اوایل قرن هجدهم به نروژ بود. خواهر دال آستری در سن هفت سالگی در سال 1920 هنگامی که دال سه ساله بود بر اثر التهاب آپاندیس درگذشت و پدرش چند هفته بعد در سن 57 سالگی بر اثر ذات الریه درگذشت. در اواخر همان سال، کوچکترین خواهرش، آستا، به دنیا آمد. پس از مرگ، هارالد دال ثروتی را به ارزش 158917 پوند 10 ثانیه از خود به جای گذاشت. 0d. (معادل 6,791,035 پوند در سال 2021). مادر دال تصمیم گرفت به جای بازگشت به نروژ برای زندگی با اقوام، در ولز بماند، زیرا شوهرش می‌خواست فرزندانشان در مدارس انگلیسی تحصیل کنند، مدارسی که او آن را بهترین مدارس جهان می‌دانست. هنگامی که او شش ساله بود، دال با بت خود بئاتریکس پاتر، نویسنده داستان پیتر خرگوش با شخصیت بدجنس پیتر خرگوشه، اولین شخصیت تخیلی مجوز ملاقات کرد. در سال 2020 ملاقات آنها در فیلم درام تلویزیونی، رولد و بئاتریکس: دم موش کنجکاو نمایش داده شد. دال ابتدا در مدرسه کلیسای جامع، Llandaff شرکت کرد. در هشت سالگی، او و چهار تن از دوستانش توسط مدیر مدرسه پس از گذاشتن یک موش مرده در شیشه ای از قلیان در شیرینی فروشی محلی، که متعلق به پیرزنی "بد و منفور" به نام خانم پراچت بود، با چوب دستی شدند. این پنج پسر شوخی خود را "توطئه بزرگ موش 1924" نامیدند. خانم پراچت الهام بخش دال در خلقت خانم ترانچ بول در ماتیلدا بود و یک شوخی، این بار در کوزه آبی متعلق به ترانچبول، نیز در کتاب ظاهر شد. گابستپرها شیرینی مورد علاقه دانش آموزان بریتانیایی بین دو جنگ جهانی بودند، و دال در داستان تخیلی خود به نام «گابستاپ ابدی» که در «چارلی و کارخانه شکلات سازی» به نمایش درآمد، به آن اشاره کرد. دال به مدرسه شبانه روزی سنت پیتر در وستون سوپر مار منتقل شد. والدینش می‌خواستند او در یک مدرسه دولتی انگلیسی تحصیل کند، و این نزدیک‌ترین مدرسه به دلیل خط کشتی معمولی در کانال بریستول بود. دوران دال در سنت پیتر ناخوشایند بود. او بسیار دلتنگ بود و هر هفته برای مادرش نامه می نوشت اما هرگز ناراحتی خود را برای او فاش نمی کرد. پس از مرگ او در سال 1967، او متوجه شد که او همه نامه‌های او را ذخیره کرده است. دال در زندگی‌نامه‌اش «پسر: قصه‌های کودکی» درباره دوران حضور خود در سنت پیتر نوشت. دال به یاد می‌آورد: «در سن هشت، نه و ده سالگی، کنکرها در طول دوره‌ی غم‌انگیز پاییزی، نور خورشید را به زندگی ما وارد کردند.»

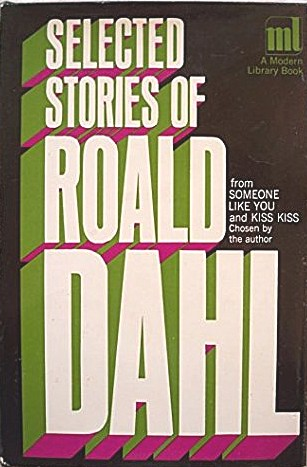
داستان های منتخب رولد دال از کسی مثل تو و ببوس ببوس، انتخاب توسط نویسنده، کتابخانه مدرن بهترین کتاب های جهان، نیویورک 1968

## زندگی و مرگ
او در ۱۹۱۶ در لانداف گلامورگان به‌دنیا آمد. در جنگ جهانی دوم به نیروی هوایی انگلستان در نایروبی پیوست. مدتی در یونان و سوریه و مصر خلبان جنگی بود و در آن مدت، یک بار هواپیمایش سقوط کرد و به شدت مجروح شد. در ۱۹۴۲ به سفارت بریتانیا در واشینگتن رفت و نویسندگی را شروع کرد. اولین داستان‌هایش را بر اساس تجربه‌هایش در جنگ در نشریات آمریکایی به‌چاپ رساند. اما خیلی زود به نوشتن برای کودکان گرایش یافت. آثار او اثر زیادی بر نویسندگان انگلیسی زبان پس از او گذاشت.
او در سال ۱۹۸۳ برندهٔ جایزهٔ ویت برد شد و در نوامبر ۱۹۹۰ درگذشت. مجلهٔ تایم او را «یکی از پرخواننده‌ترین و تأثیرگذارترین نویسندگان نسل ما» نامید و نوشت: «کودکان عاشق داستان‌های رولد دال هستند و او را نویسندهٔ محبوب خود می‌دانند… داستان‌های او آثار کلاسیک آینده خواهند بود.»
رولد بارها مرگ را به چشمان خود دید. وی در جنگ جهانی دوم شرکت کرد و در طی حادثه‌ای با هواپیما سقوط کرد اما در کمال ناباوری جان سالم به در برد. در کودکی هم نیز در تصادفی که با ماشین خواهرش داشت بینی او به کلی از بین رفت اما طی جراحی وی به حال و روز خود برگشت. در طول زندگی‌اش، عمل‌های جراحی زیادی داشت. سرانجام در سال ۱۹۹۰ میلادی و در حالی که ۷۴ سال سن داشت به دلیل بیماری نادری به نام سندروم میلودیسپلاستیک درگذشت.

## آثار
رولد دال یکی از معروفترین نویسندگان کتاب کودک است و کتاب‌های او سال‌های زیادی در لیست پرفروشترین کتاب‌های کودکان بوده‌اند. تا جایی‌که در خیلی از مطالب مربوط به کتاب‌خوانی کودک اشاره شده که کتاب‌های رولد دال جزو کتاب‌هایی هستند که باید حتماً در زمان کودکی خوانده شوند. از بسیاری از کتاب‌های این نویسنده فیلم ساخته شده‌است. او نویسنده‌ای بسیار چیره‌دست است و با دنیای کودکان به خوبی آشناست، ذهنیات و تخیلات کودکان را به خوبی می‌شناسد و جذابیت رمز و رازآلود کتاب‌هایش و کلام طنزآلود و دوست داشتنی‌اش همیشه برای کودکان لحظاتی به یادماندنی را ایجاد می‌کند. او می‌گوید: «اگر می‌خواهید دنیا را از دریچه چشمان کودکان بنگرید، چهار دست و پا روی زمین زانو بزنید و به بزرگسالانی که به شما امر و نهی می‌کنند، خیره شوید»
قهرمان‌های کتاب او اکثراً کودکانی جسور و شجاع هستند که در سلسله اتفاقاتی هیجان‌انگیز بر بدی‌ها پیروز می‌شوند. سوژه‌های داستان‌های او گاهی موضوعاتی بسیار ساده و روزمره مثل داستان کوتاه «تشپ کال» و گاه داستان‌هایی تخیلی و پر از اتفاقات عجیب و غریب مثل «چارلی و کارخانهٔ شکلات سازی» یا «جادوگرها» هستند. کتاب‌های رولد دال خلاقیت و قوهٔ تخیل کودکان را به چالش می‌کشد و تقویت می‌کند. او از طریق داستان‌های سرگرم‌کننده و کلام طنزآمیزش آن‌ها را با مفاهیم برجسته‌ای چون برابری، نوع دوستی، طبیعت دوستی، جسارت و شجاعت و… آشنا می‌کند. کتاب‌های رولد دال به قدری جذاب و دوست داشتنی هستند که بزرگسالان هم بسیار از آن‌ها استقبال می‌کنند؛ بنابراین اگر به فکر خواندن کتاب همراه با کودکتان هستید و می‌خواهید ساعاتی خوش باهم بگذرانید حتماً از کتاب‌های رولد دال استفاده کنید.
تجربهٔ دنیای قشنگ و هیجان‌انگیز و گیرای کتاب‌های رولد دال، تجربه‌ای است که شما اصلاً نمی‌خواهید از کودکانتان دریغ کنید. انتخاب کتاب‌های او برای علاقه‌مند کردن کودکان به مطالعه و دنیای کتاب‌ها، انتخابی فوق‌العاده خواهد بود. رولد دال از آن دسته نویسنده‌هایی است که به داستان‌های پندآموز علاقه‌ای ندارد، او ترجیح می‌دهد از طریق یک داستان سرگرم‌کننده لحظات خوبی را برای خواننده ایجاد کند و به وسیلهٔ آموزش غیرمستقیم مفاهیم و نکات را در ذهن کودک جا بیندازد. کتاب‌های رولد دال در دسته‌بندی سنی خاصی قرار نمی‌گیرد، از کودکان پنج، شش ساله تا نوجوانان و حتی بزرگسالان بدون شک از خواندن کتاب‌های او لذت خواهند برد.

### کتاب‌های کودکان
- گرملین‌ها (۱۹۴۳)
- جیمز و هلوی غول پیکر (۱۹۶۱)
- چارلی و کارخانه شکلات سازی (۱۹۶۴)
- انگشت جادویی (۱۹۶۶)[۵]
- آقای روباه شگفت‌انگیز (۱۹۷۰)
- چارلی و آسانسور بزرگ شیشه‌ای (۱۹۷۲)
- دنی، قهرمان جهان (۱۹۷۵)
- تمساح غول‌پیکر (۱۹۷۸)[۶]
- سرزنش‌ها (۱۹۸۰)
- داروی شگفت‌انگیز جورج (۱۹۸۱)
- غول بزرگ مهربان (۱۹۸۲) (رولد دال، به گفته خودش این کتاب را بیشتر از دیگر کتاب هایش دوست میداشت)
- جادوگرها (۱۹۸۳)
- من و زرافه و پلی (۱۹۸۵)
- ماتیلدا (۱۹۸۸)
- تشپ کال (۱۹۹۰)[۷]
- مینپین‌ها (۱۹۹۱)[۸]
- کشیش نیبلزویک (۱۹۹۱)

### شعر کودکان
- ترانه‌های آشوبگر (۱۹۸۲)
- حیوانات کثیف (۱۹۸۳)
- شوربای ترانه‌ها (۱۹۸۹)

### داستان‌های بزرگسالان

#### رمان‌ها
- گاهی هرگز: قصه‌ای برای سوپرمن (۱۹۴۸)
- عمو اسوالد من (۱۹۸۰)

#### مجموعه داستان‌های کوتاه
- ده داستان آگهی‌ها و پرواز (۱۹۴۹)
- کسی مثل تو (۱۹۵۳)
- ببوس ببوس (۱۹۶۰)
- بیست و نه بوسه از طرف رولد دال (۱۹۶۹)
- داستان‌های چشم‌نداشتنی (۱۹۷۹)
- داستان‌های چشم‌نداشتنی دیگر (۱۹۸۰)
- بهترین داستان‌های رولد دال (۱۹۷۸)
- داستان‌های ارواح (۱۹۸۳)
- مینی‌بوس رولد دال (۱۹۸۶)
- آه، راز شیرین زندگی ام (۱۹۸۹)
- مجموعه داستان‌های کوتاه رولد دال (۱۹۹۱)

### غیرداستانی
- پسر، داستان‌هایی از کودکی (۱۹۸۴)
- تنها رفتن (۱۹۸۶)
- سرخک، بیماری خطرناک (۱۹۸۸)
- خاطراتی با غذاها در جیپسی هاوس (۱۹۹۱)
- راهنمای ایمنی راه‌آهن (۱۹۹۱)
- روزنوشتهای دال ۱۹۹۲ (۱۹۹۱)
- سال من (۱۹۹۳)
- روزنوشت‌های رولد دال ۱۹۹۷ (۱۹۹۶)
- گنج میلدنهال (۱۹۹۹)

### نمایشنامه‌ها
- عسل‌ها (۱۹۵۵)
- ویلی وانکا (۲۰۰۷)

### فیلمنامه‌ها
- ۳۶ ساعت (۱۹۶۵)
- فقط دو بار زندگی می‌کنی (۱۹۶۷)
- چیتی چیتی بنگ بنگ (۱۹۶۸)
- شبکاو (۱۹۷۱)